# ブルート・アウス・ノート
ブルート・アウス・ノート (Blut Aus Nord、フランス語: [blut o nɔʁ]、ドイツ語: [bluːt aʊs nɔʁt])は、1994年にフランスで結成されたブラックメタル・バンド。バンド名はドイツ語で「北方からの血」。

## 略歴
1994年、Vindsvalが「Vlad」という名前のソロ・プロジェクトとしてスタート。
1995年に現在のバンド名へと変更しアルバム『Ultima Thulée』をリリース。
4枚目のアルバム『The Work Which Transforms God』は、ほぼインストゥルメンタルのアルバムで歌詞も公にされていないが、コンセプト・アルバムである。この作品は聴衆が持つ現実やさまざまな形而上学的な事柄に対する偏見や先入観に挑戦することを意図している。このアルバムは『Terrorizer Magazine』によって2003年にリリースされたアルバムのトップ10に選出されている。ジャーナリストのAvi Pitchonはこう述べている。「ブルート・アウス・ノートはおそらく他のバンドよりもブラックメタルというジャンルの発展に寄与している。 2003年に発表された作品『The Work Which Transforms God』は私たちを『ブラックホールメタル』という歪んで、崩壊しつつあるジャンルの転換点へと誘う。これは今日ではシューゲイザー・ブラックメタルとも言われているものだ」。
2007年、アルバム『Odinist: The Destruction of Reason by Illumination』をリリース。 サブタイトルはアレイスター・クロウリーの引用である。

## 音楽的特徴とコンセプト
リーダーのVindsvalはこのように述べている。
| 「 | ブルート・アウス・ノートは芸術的なコンセプトに基づいている。我々は現存する人類のいかなるカテゴリーにも属する必要がない。もし、ブラックメタルというものが単に破壊衝動にすぎず、音楽のスタイルを表すものでないのならば、ブルート・アウス・ノートはブラックメタルといえるだろう。けれども、もし我々があの子供染みたサタンの道化どもと一緒にされるというのであれば、この哀れなサーカスからは抜けさせてほしい。この芸術はああいった二流バンドや、10年前に作られた古くさい音楽よりも価値のあるものだ。 | 」 |

## メンバー
- Vindsval - ボーカル、ギター (1994年-)

1979年生まれ。『Ultima Thulée』を作った時は15歳だった。フランスのアンダーグラウンド・レーベル「Appease Me...」も経営している。
- W.D. Feld - ドラム、エレクトロニクス、キーボード (1994年-)
- GhÖst - ベース (2003年-)
- Thorns - ドラム (2014年-)

## ディスコグラフィ

### スタジオ・アルバム
- Ultima Thulée (1995年)
- Memoria Vetusta I – Fathers of the Icy Age (1996年)
- The Mystical Beast of Rebellion (2001年)
- The Work Which Transforms God (2003年)
- MoRT (2006年)
- Odinist: The Destruction of Reason by Illumination (2007年)
- Memoria Vetusta II – Dialogue with the Stars (2009年)
- 777 – Sect(s) (2011年)
- 777 – The Desanctification (2011年)[8]
- 777 – Cosmosophy (2012年)
- Memoria Vetusta III: Saturnian Poetry (2014年)
- Deus Salutis Meæ (2017年)
- Hallucinogen (2019年)
- Disharmonium – Undreamable Abysses (2022年)
- Lovecraftian Echoes (2022年)
- Disharmonium – Nahab (2023年)

### EP
- Thematic Emanation of Archetypal Multiplicity (2005年)
- Dissociated Human Junction (2007年)
- What Once Was... Liber I (2010年)
- What Once Was... Liber II (2012年)
- What Once Was... Liber III (2013年)
- Debemur MoRTi (2014年)
- Triunity (2014年)